# Panopsis yungasensis
Panopsis yungasensis är en tvåhjärtbladig växtart som beskrevs av K.S. Edwards & R.T. Pennington. Panopsis yungasensis ingår i släktet Panopsis och familjen Proteaceae. Inga underarter finns listade i Catalogue of Life.